# Affaire de l'agression de Jussie Smollett

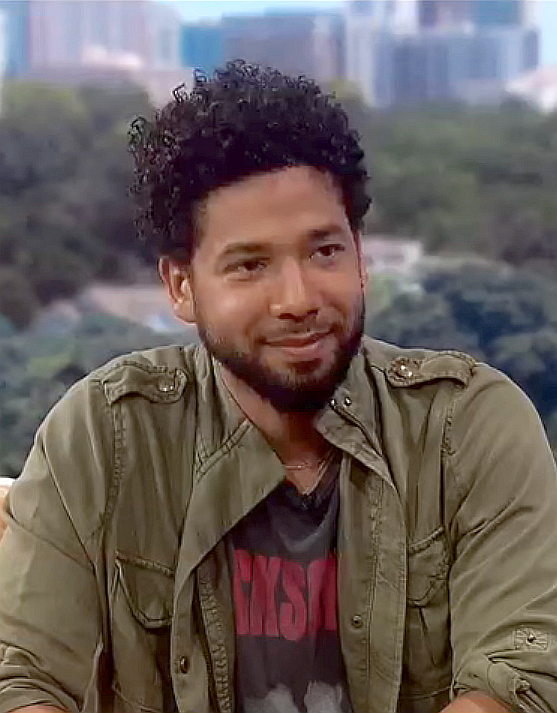
Jussie Smollett en 2018.

L'affaire de l'agression de Jussie Smollett débute le 29 janvier 2019, lorsque l'acteur américain Jussie Smollett déclare à la police avoir été attaqué physiquement dans le Streeterville de Chicago, par deux hommes qui, après avoir proféré des insultes racistes et homophobes, lui ont versé dessus une substance et également attaché une corde au cou. Le 20 février 2019, Smollett est mis en accusation pour trouble à l'ordre public pour avoir payé deux frères nigérians-américains afin de mettre en scène un faux crime de haine contre lui et pour avoir déposé un faux rapport de police.
L'équipe de la défense de Smollett conclut une entente avec les procureurs le 26 mars 2019, en vertu de laquelle toutes les accusations sont abandonnées en échange d'une peine de travaux d'intérêt général pour Smollett et la confiscation de sa caution de 10 000 $. L’abandon des poursuites a suscité de nombreuses controverses et, le 27 mars 2019, le FBI annonce entamer une enquête pour savoir pourquoi les accusations ont été abandonnées.
En février 2020, l'acteur est à nouveau inculpé sur la base des fausses déclarations faites à la police et, en mars 2022, condamné à cinq mois de prison pour avoir mis en scène sa propre agression et pour avoir menti plusieurs fois à la police dans ses dépositions. En novembre 2024, sa condamnation est néanmoins annulée pour vice de procédure.

## Description
Le 22 janvier 2019, Smollett reçoit une lettre de menaces dans laquelle figure un personnage pendu à un arbre avec une arme pointée vers lui. Le 29 janvier 2019, Smollett déclare avoir été attaqué dans le bloc 300 de la rue East Lower North Water Street, dans le quartier Streeterville de Chicago et une enquête est ouverte pour crime haineux. Des sources policières non identifiées ont par la suite déterminé que Smollett avait organisé l'attaque lui-même.
Smollett déclare à la police avoir été attaqué à l'extérieur de son immeuble par deux hommes blancs portant des masques de ski qui criaient « C'est un pays MAGA », en référence au slogan du président Donald Trump « Make America Great Again ». Les agresseurs auraient selon Smollet, utilisé leurs mains, pieds et dents comme armes dans cette attaque. Selon une déclaration publiée par le service de police de Chicago, les deux suspects auraient alors « versé un liquide inconnu » sur Smollett et mis une corde autour de son cou. Smollett indique les avoir alors repoussés. Smollett a été soigné au Northwestern Memorial Hospital ; pas grièvement blessé, il a été libéré "en bon état" plus tard ce matin-là,,. La police a été appelée après 2 h 30. À leur arrivée vers 2 h 40, Smollett avait une corde blanche au cou. Smollett dit que l'attaque était peut-être due à ses critiques sur le gouvernement Trump et que l'agression était liée, d'après lui, à une lettre de menaces qui lui avait été envoyée plus d'un mois auparavant.

### Réactions initiales
L'agression est massivement relayée par les médias dans le monde entier et a provoqué un « torrent d'indignations et de condamnations »,.
Le 30 janvier 2019, des personnalités publiques expriment leur soutien à Smollett sur les médias sociaux. Des personnalités de l'industrie du divertissement, dont Shonda Rhimes et Viola Davis, tweetent leur indignation devant cette attaque et leur soutien à Smollett. Les sénateurs et candidats démocrates Kamala Harris et Cory Booker ont décrit cette attaque comme un lynchage,. Dans une entrevue avec April Ryan d'AURN, le président Trump est interrogé au sujet de l'attaque de Smollett et déclare : « Je pense que c'est horrible ». Face au scepticisme de certains commentateurs, Smollett se défend en disant que, si les agresseurs avaient été des Mexicains, des musulmans ou des Noirs, les « sceptiques m'auraient soutenu beaucoup plus...  et que cela en [disait] long sur la place que nous [ndtr : sous entendu les minorités ethniques et sexuelles] occupons actuellement dans notre pays ».

### Enquête
Le 13 février, la police de Chicago perquisitionne au domicile de deux suspects, deux frères, d'origine nigériane, qui avaient fait office de figurants sur Empire. La police récupère de l'eau de Javel et d'autres objets dans le logement. Les frères sont placés en garde à vue pour coups et blessures mais ne sont pas inculpés. Selon l'avocat des frères, ils connaissaient Smollett pour avoir passé du temps avec lui dans un gymnase. Les deux hommes sont libérés le 15 février sans être accusés de crime,, Anthony Guglielmi, le porte-parole du Chicago Police, déclarant que leur remise en liberté était « due aux nouveaux témoignages recueillis » pendant les interrogatoires.
La police de Chicago a plus tard déclaré à ABC News : « Le 16 février, deux sources policières anonymes de Chicago ont informé CNN que la police de Chicago avait découvert des preuves indiquant que Smollett avait payé les deux frères 3 500 $ pour monter l'attaque,. Les vérifications indiquent que les frères ont acheté la corde trouvée autour du cou de Smollett dans une quincaillerie de Ravenswood au cours du week-end du 25 janvier, et que la police de Chicago avait demandé à leur avocat des explications supplémentaires ».
Le 20 février 2019, Smollett est accusé d'un crime de classe 4 pour avoir déposé une fausse déclaration auprès de la police,,. Le 19 février 2019, le procureur du comté de Cook, Kim Foxx, annonce qu'elle s'était retirée de l'enquête en raison de sa « connaissance des témoins potentiels dans cette affaire »,. Le chef d'accusation de Smollett est passible d'une peine maximale de trois ans de prison dans l'Illinois. Smollett a engagé l'avocat Mark Geragos en plus des avocats de Chicago Todd Pugh et Victor Henderson pour travailler à sa défense juridique.
Le FBI enquête pour savoir si Smollett était impliqué dans la lettre de menaces qui lui a été envoyée la semaine précédant l'incident.
Smollett engage Chris Bastardi, gestionnaire de crise, pour le représenter. Les prochains épisodes d'Empire ont été réécrits pour réduire le rôle de Smollett,.

### Arrestation
Le 21 février 2019, Smollett se rend au poste central de police de Chicago. Peu après, Anthony Guglielmi, porte-parole du CPD, déclare que Smollett est en état d'arrestation. Guglielmi déclare que Smollett avait été nommé suspect dans une enquête criminelle pour faux rapport de police, dans un crime de catégorie 4. L'acteur risque une peine maximale de trois ans de prison.
Plus tard dans la journée, le surintendant de police de Chicago, Eddie T. Johnson, tient une conférence de presse sur la fausse attaque, donne des détails sur l'enquête et explique comment le ministère avait conclu que l'agression présumée avait été mise en scène. La police de Chicago croit que Smollett a monté l'attaque comme un coup publicitaire visant à promouvoir sa carrière,. Les frères qui disent avoir contribué à la mise en scène de l'attaque, disent que Smollett a eu l'idée de simuler le crime après que la lettre de menaces qu'il avait reçue, n'avait pas obtenu autant d'attention qu'il aurait espéré. La police allègue que l'acteur avait l'intention de poursuivre sa carrière en surfant sur l'incident et en le reliant au racisme aux États-Unis et au président Trump.
Le juge John Fitzgerald Lyke Jr. a fixé la caution de Smollett à 100 000 $ que l'acteur a payé avant d'être libéré. Smollett a également dû remettre son passeport.

## Abandon des poursuites et controverses
Le 26 mars 2019, CNBC annonce que le procureur de Chicago abandonne soudainement les poursuites contre Jussie Smollett, sans pour autant blanchir l’acteur des accusations qui pesaient sur lui, à condition de renoncer aux 10 000 $ de caution.
L'association des procureurs et du barreau de Illinois (Illinois Prosecutors Bar Association - IPBA) déclare que l'abandon des poursuites contre Smolett était « très inhabituel » et que « la manière dont cette affaire avait été rejetée était anormale et peu familière aux pratiques du droit des tribunaux. Les procureurs, les avocats de la défense et les juges n'acceptant pas la proposition d'arrangement que M. Smollett a reçue. Plus problématique encore, le procureur de l'État et ses représentants ont fondamentalement induit le public en erreur sur le droit et les circonstances entourant l'abandon des poursuites ». L'IPBA a qualifié de fausses ou trompeuses plusieurs des déclarations faites par le procureur de l'État et ses représentants concernant le traitement de l'affaire. La National District Attorneys Association publie une déclaration disant qu'un procureur ne devrait pas suivre les conseils d'amis politiquement liés à l'accusé, ne devrait pas se récuser sans récuser l'ensemble du bureau, et a noté qu'« une affaire avec des conséquences telles que celle de M. Smollett ne devrait pas être close sans qu'un jugement de culpabilité ou d'innocence ne soit rendu ».
Joseph Magats, premier assistant du procureur, déclare que la décision n'était pas une disculpation de Smollett, « nous soutenons l'enquête, nous soutenons la décision de l'inculper [...] le fait que [Smollett] pense que nous l'avons disculpé est une erreur. Je ne peux pas être plus clair que cela ». Le maire de Chicago, Rahm Emanuel, a vivement critiqué la décision en disant qu'il s'agissait d'un « simulacre de justice » et « que le traitement de l'affaire n'était pas à la hauteur ». Le commissaire de police Johnson a déclaré que justice n'avait pas été rendue,.
Le 27 mars 2019, le service de police de Chicago publie les rapports de police expurgés associés à l'affaire et le FBI annonce enquêter sur les raisons pour lesquelles les poursuites judiciaires ont été abandonnées. L'audience pour l'annulation des poursuites contre Smollett a été reportée le 27 mars.
En avril 2019, la nouvelle maire Lori Lightfoot, en fonction depuis le 20 mai 2019, déclare à propos de cette affaire : « Nous avons beaucoup de choses à faire, beaucoup de problèmes urgents qui affectent vraiment la vie des gens. Ce n'est pas une question d'importance pour moi »..

## Poursuites judiciaires
Le 28 mars 2019, les avocats de la ville de Chicago, sous la direction de l'ancien maire Emanuel et du commissaire de police Johnson, envoient à Smollett une lettre de mise en demeure, lui demandant de rembourser à la ville la somme de 130 106,15 $ « dépensée en heures supplémentaires dans l'enquête de cette affaire ». La lettre avertissait que si ce montant n'était pas payé, le Chicago Department of Law pourrait poursuivre Smollett pour allégations de fausses déclarations à la Ville ou « intenter tout autre recours légal disponible en droit ». En vertu des lois citées, Smollett pourrait se voir imposer une amende pouvant aller jusqu'à trois fois le montant des dommages subis par la Ville en raison de fausses déclarations. La ville pourrait également demander le recouvrement des frais judiciaires, des frais de recouvrement et des honoraires d'avocat. Un tribunal devrait déterminer si Smollett est responsable en vertu de la loi selon la norme de prépondérance de la preuve. Smollett pourrait être poursuivi pour 390 000 $ puisque la loi permet le triple dédommagement en cas de faux rapports,.
Le 12 avril 2019, la ville de Chicago intente une poursuite devant la Circuit Court du comté de Cook contre Smollett pour le coût des heures supplémentaires que les autorités ont consacrées à l'enquête sur l'attaque alléguée, soit 130 105,15 $, selon la plainte,. La poursuite demandait en outre que Smollett soit tenu responsable à hauteur de 1 000 $ « pour chaque fausse déclaration faite à la ville, en plus de trois fois le montant des dommages subis par la ville ». Selon un analyste juridique, le processus de divulgation serait d'intérêt pour le public, car les avocats de la ville chercheraient à obtenir une preuve dans le procès civil, indiquant « ils obtiendront des enregistrements sonores. Ils obtiendront des vidéos de surveillance, des relevés téléphoniques et des dépositions ».
Le 23 avril 2019, les deux frères nigérians impliqués dans l'incident déposent une poursuite fédérale en diffamation contre l'équipe juridique de Smollett,.
Le 11 février 2020, Jussie Smollett est inculpé à Chicago par le procureur spécial Dan Webb.
Le 9 décembre 2021, le juré donne son verdict en déclarant Smolett coupable de cinq chefs d’accusation sur six.
En mars 2022, il est condamné à cinq mois de prison pour avoir mis en scène sa propre agression et pour avoir menti plusieurs fois à la police dans ses dépositions. Le comédien passera ensuite trente mois en liberté surveillée.
En novembre 2024, sa condamnation est annulée en raison d'un vice de procédure. La Cour a jugé que l’acteur, condamné en mars 2022 à Chicago, n’aurait pas dû être inculpé une seconde fois, au nom d’un précédent accord mutuel d’abandon des poursuites.